# Thierry Dubois (navigateur)
Pour les articles homonymes, voir Dubois et Thierry Dubois.
Thierry Dubois, né le 24 février 1967 à Saint-Germain-en-Laye (Yvelines), est un navigateur français.

## Biographie
Ingénieur en construction navale, Thierry Dubois devient préparateur puis équipier sur le trimaran Haute-Normandie de Paul Vatine. 
En 1993, il court ses premières courses en classe Mini, terminant deuxième de la Transgascogne, quatrième de la Mini-Fastnet et surtout remportant la Mini-Transat en défendant les couleurs d'Amnesty International. Cette victoire lui permet de trouver des partenaires financiers qui acceptent de se ranger derrière l'association. Il rachète l'ancien TBS de Pierre Follenfant et de Nigel Burgess en août 1994 et le baptise Pour Amnesty International. Il allège de près de trois tonnes le voilier et participe à la Route du Rhum 1994, au cours de laquelle il est contraint à l'abandon.
En 1995, il participe au Tour de l'Europe et finit à la deuxième place puis se prépare à courir le Vendée Globe 1996-1997. Il est alors considéré comme un concurrent sérieux par ses pairs et la presse spécialisée, capable de se battre pour des places d'honneur derrière les favoris Christophe Auguin, Isabelle Autissier, Yves Parlier ou Gerry Roufs. Dans la traversée du golfe de Gascogne, il heurte une épave flottante et rentre réparer aux Sables-d'Olonne, comme le règlement l'y autorise. Arrivé le 7 novembre, il repart le 8. Il connaît une nouvelle avarie sur un de ses safrans qui l'oblige à faire escale au Cap. Il effectue les réparations et repart hors course, pour donner de la visibilité à Amnesty. Le 5 janvier 1997, Pour Amnesty International traverse une très forte tempête, avec des vents à 55 nœuds établis et une mer démontée. Une vague plus forte que les autres fait chavirer le voilier, qui reste à l'envers. Thierry Dubois parvient à sortir de la coque de son bateau, se hisse sur celle-ci et déclenche sa balise de détresse après s'être sérieusement arrimé au safran tribord. Quelques heures plus tard, il est repéré par un avion de la Royal Australian Navy, qui lui largue un radeau contenant une VHF, créant ainsi un lien entre le naufragé et les sauveteurs. Ceux-ci lui apprennent qu'une frégate a quitté Perth et se dirige à sa rencontre. Il est récupéré par l'Adelaide le 8 janvier, peu avant Tony Bullimore, autre concurrent du Vendée Globe qui a chaviré à seulement dix milles marins de sa position.
Toujours limité par un faible budget malgré le soutien de Macif ou Eden Park, Dubois s'attelle à la construction d'un nouveau 60 pieds Open. Il fait dessiner les plans par les architectes Michel Joubert et Bernard Nivelt et le construit lui-même à la Trinité-sur-Mer. Solidaires est lancé le 13 mars 1999. Il court la Transat anglaise en juin 2000 et prend la quatrième place, à seulement 16 heures d'Ellen MacArthur, vainqueur de la catégorie IMOCA, et deux heures de Roland Jourdain, deuxième de l'épreuve. En 2001, il termine troisième de la Fastnet Race. En 2002, il devient président de l'association IMOCA, qui gère les 60 pieds open, succédant à Christophe Auguin. Il court ensuite l'Around Alone, tour du monde en solitaire avec escales, qu'il termine à la deuxième place, ayant remporté la quatrième étape.
Après ce tour du monde, il arrête la course à la voile, se consacrant à l'IMOCA et à la construction d'une goélette destinée à la navigation dans les mers arctiques et à relier ses deux passions la montagne et la mer. Celle-ci est lancée en 2010 et Thierry Dubois propose désormais à ses passagers de naviguer avec lui au Groenland ou en Islande sur La Louise.

## Décoration
- Chevalier de l'ordre du Mérite maritime (2024)[2]

## Œuvres
Thierry  Dubois. J'y retournerai, Éditions Plon 1997, 197 p.  (ISBN 978-2259186957)